# Agapanthia schurmanni
Agapanthia schurmanni är en skalbaggsart som beskrevs av Gianfranco Sama 1979. Agapanthia schurmanni ingår i släktet Agapanthia och familjen långhorningar. Inga underarter finns listade i Catalogue of Life.